# Association fédérative générale des étudiants de Strasbourg
 (décembre 2017).
Si vous disposez d'ouvrages ou d'articles de référence ou si vous connaissez des sites web de qualité traitant du thème abordé ici, merci de compléter l'article en donnant les références utiles à sa vérifiabilité et en les liant à la section « Notes et références ».
L’Association Fédérative Générale des Étudiants de Strasbourg (aujourd'hui AFGES Les étudiant-e-s d'Alsace) est une association étudiante locale active en Alsace. Créée en février 1923, d'abord sous la dénomination « Association générale des étudiants de Strasbourg » (AGES) jusqu'en janvier 1926, elle est en 2023 l'association générale et fédérative étudiante la plus ancienne de France encore en activité. Elle prend la forme d'une fédération d'associations étudiantes (amicales, bureau des étudiants, associations culturelles), et a pour objectif de représenter les étudiants alsaciens, de gérer des services qui leur sont destinés, et d'animer les campus d'Alsace,.
Elle est membre de la fédération des associations générales étudiantes (FAGE) dont elle fut fondatrice en 1989. Elle est aujourd'hui représentée dans la plupart des conseils de faculté et conseils centraux de l'université de Strasbourg  ainsi qu'au centre régional des œuvres universitaires et scolaires (CROUS).

## Historique

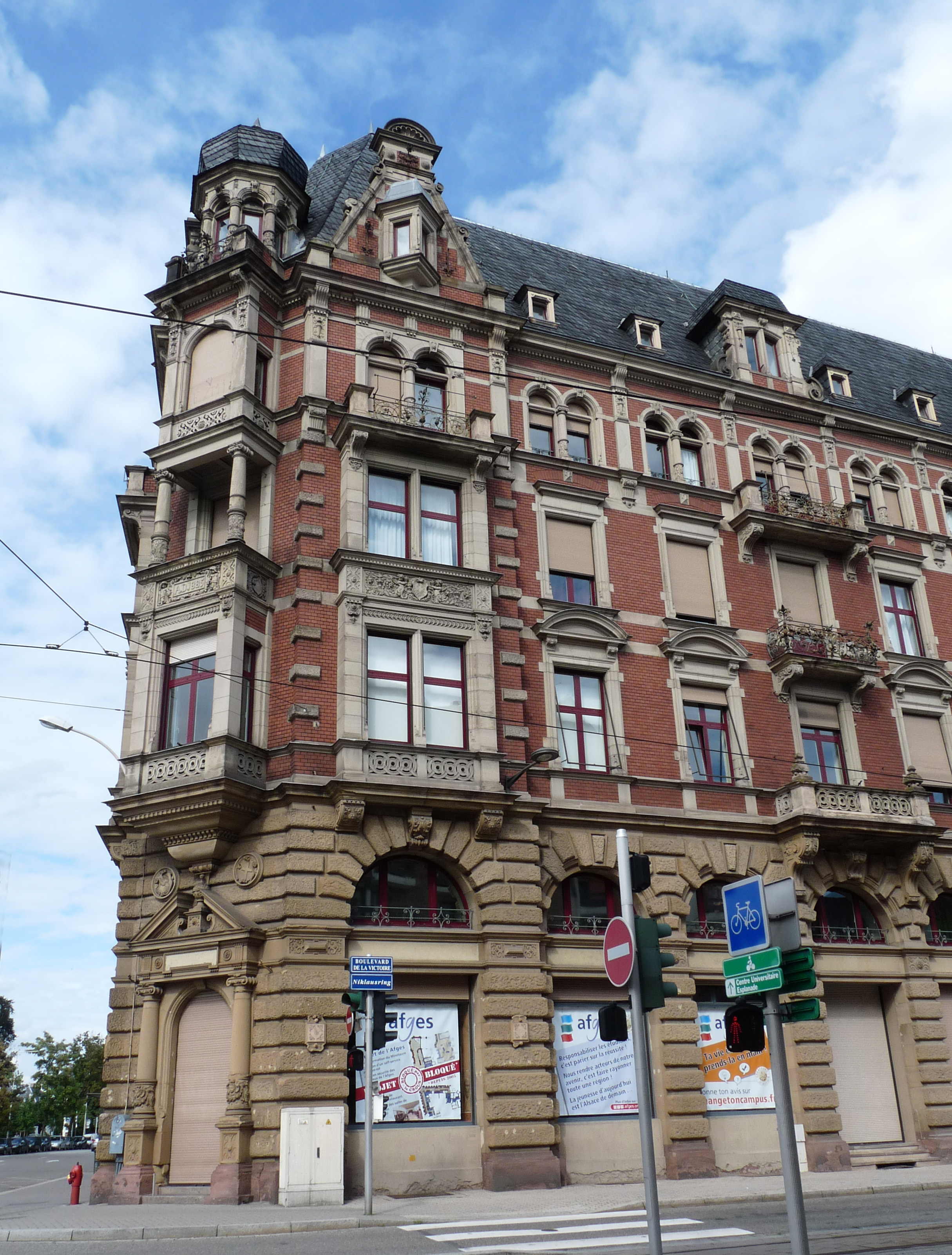
Siège de l'AFGES dans le bâtiment de la Gallia.

Créée au lendemain de la Première Guerre mondiale (1923), l'Association Générale des Étudiants de Strasbourg (AGES) avait pour objectif de venir en aide aux étudiants revenus du front.
Lorsqu’elle devient fédérative en 1926 après avoir encouragé les étudiants à s'organiser en amicales, elle est renommée Association Fédérative Générale des Étudiants de Strasbourg (AFGES), regroupant ainsi les amicales fondées à cette époque : Association Amicale des Étudiants en Médecine de Strasbourg (AAEMS), Association des Étudiants en Droit (AED) et Amicale des Sciences (ADS). En raison de la spécificité du droit local d’Alsace-Moselle, l'AFGES et ses associations membres sont soumises à la loi de 1908, c’est-à-dire fonctionnant sous le régime allemand du XIXe siècle des associations, et non sous la loi de 1901. L’AFGES est à cette époque, et jusque dans les années 1960, la section strasbourgeoise (AGE) de l'UNEF.
Durant les années 1920, l'AFGES développe les premiers services aux étudiants : le restaurant universitaire "La Gallia", un sanatorium en Corse à Morsiglia pour les étudiants atteints de tuberculose ainsi qu'un centre de médecine préventive. Ce sont ces services, tels que créés dans les AGE de toute la France qui seront à l'origine de la création du réseau des œuvres universitaires et scolaires en 1955.
Pendant la Seconde Guerre mondiale, les étudiants strasbourgeois se replient à Clermont-Ferrand et fondent le foyer "Gallia". Mais l’AFGES survit à la guerre et se réinstalle dans ses locaux en 1945.
En 1966, profitant du désintérêt des étudiants pour leurs structures associatives, des étudiants proches de l’Internationale situationniste accèdent au bureau de l’AFGES avec pour seul programme la dissolution de l’association, en conformité avec leurs idées anti-institutionnelles. Ils écrivent et publient à 10 000 exemplaires la brochure De la misère en milieu étudiant considérée sous ses aspects social, économique, sexuel et intellectuel, texte aux accents révolutionnaires qui engage le processus qui mènera à la révolte étudiante de mai 68 (en fait, le texte fut principalement rédigé par Mustapha Khayati). L’association est alors placée sous administration judiciaire.
Elle survit à la tourmente des années qui voient l’éclatement de l’UNEF et la séparation définitive entre les « corporations » et les syndicats, se maintient dans l'UNEF jusqu'à son éclatement en 1971.
Elle participe, en 1989, à la fondation de la FAGE, pour répondre à la Loi Jospin qui définit ce qu'est une organisation étudiante représentative. Le président fondateur de la FAGE Jean François Leconte est à l'époque président de l'AFGES.
En 2013, l'AFGES décide de s'élargir à l'Université de Haute-Alsace et aux étudiants Haut-Rhinois, et devient l'AFGES - Les étudiants d'Alsace, couvrant tout le territoire alsacien.
En 2015, l'AFGES perd la gestion du restaurant universitaire Gallia au profit du CROUS.
En 2025, l'AFGES perd les élections au Conseil d'Administration de l'université pour la première fois depuis l'unification de l'Université de Strasbourg en 2009.

## Fonctionnement
L'AFGES fonctionne sur un modèle fédératif, ce sont les associations membres qui administrent la structure au travers de plusieurs instances :
- l'Assemblée Générale Ordinaire, qui élit les membres du bureau, approuve le bilan moral et financier du bureau.
- l'Assemblée Générale Extraordinaire, qui a le pouvoir de modifier les statuts.
- le Conseil d'Administration, qui vote les budgets, la politique générale, et qui a le pouvoir de modifier les modalités financières et le règlement intérieur.

Les membres du Conseil d'Administration et des Assemblées Générales sont composés de deux collèges délibératifs et un collège consultatif :
- Le collège fédéral, composé d'un membre par association adhérente, généralement le Président ; ce collège est chargé de représenter chaque association à poids égal.
- Le collège général, composé d'un ou plusieurs délégué(s) en fonction du nombre d'adhérents de chaque association, ces délégués sont nommés par l'association parmi ses membres adhérents ; ce collège est chargé de représenter les étudiants de la filière concernée par l'association, il est donc réservé aux associations de filière.
- Les membres consultatifs :
  - Associations consultatives (membres depuis moins d'un an et n'ayant pas demandé le passage en membre délibératif)
  - Élus étudiants de l'AFGES
  - Formateurs
  - Trusted People

Le renouvellement de bureau avait lieu en octobre de chaque année : depuis 2020, c'est en juin que le bureau de l'AFGES est élu pour un mandat d'une durée d'un an.

## Représentativité électorale
|                                                        | 2010  | 2012 , | 2014 , | 2016  | 2018  | 2021  | 2023 , | 2024 | 2025 |
| ------------------------------------------------------ | ----- | ------ | ------ | ----- | ----- | ----- | ------ | ---- | ---- |
| Conseil d'Administration de l'Université de Strasbourg | 3/5   | 4/5    | 4/5    | 4/6   | 3/6   | 3/6   | 3/6    | 3/6  | 2/6  |
| Commission Formation et Vie universitaire (ex-CEVU)    | 10/16 | 12/16  | 13/16  | 12/16 | 11/16 | 10/16 | 9/16   | 9/16 | 7/16 |
| Commission de Recherche                                |       |        |        | 3/4   | 3/4   | 3/4   | 0/4    | 0/4  | 2/4  |
| Conseil d'Administration du CROUS de Strasbourg        | 5/7   | 4/7    | 5/7    | 5/7   | 5/7   | 5/7   | 5/7    | 3/7  |      |

Historiquement, lors des dernières élections aux conseils centraux des trois anciennes universités :
- Université Louis Pasteur (sciences, économie, psychologie, géographie, santé) : 11 élus sur 15 en CA, 11 élus sur 16 en CEVU, 2 élus sur 3 en CS (élections de décembre 2006)
- Université Marc Bloch (lettres, langues, arts, histoire, sociologie, STAPS, théologie) : 3 élus sur 13 en CA, 4 élus sur 16 en CEVU, 1 élu sur 4 en CS (élections de décembre 2007)
- Université Robert Schuman (droit, AES, sciences po, IPAG, IUT…) : 7 élus sur 14 en CA, 4 élus sur 8 en CEVU, 2 élus sur 4 au CS (élections de novembre 2007)

L'AFGES est la première organisation étudiante de Strasbourg en nombre d'élus et en nombre d'adhérents. Ainsi, plus de 64 % des élus en conseils centraux (université et CROUS de Strasbourg) et près de 200 élus dans les conseils unité de formation et de recherche de l'université sont issus de l'association. Elle compte 16 000 adhérents, ce qui fait d'elle la plus importante association étudiante de France[Quand ?].